# Mapet šou
Mapet šou (engl. The Muppet Show) je britanska porodična TV-serija koju je producirao američki lutkar Džim Henson i u kojoj su nastupale njegove lutke poznate kao Mapeti (The Muppets). Serija je prikazivana u trajanju od pet sezona koje su činile 120 epizoda. Prvi put su prikazivane u Britaniji između 1976. i 1981. Serija je snimana u Elstri studiju u Engleskoj.
Serija je predstavljala varijete predstave u stilu vodvilja ili mjuzik hola sa povremenim uvidom u njenu produkciju iza scene. Glavna zvezda je bio Žabac Kermit kao najavljivač koji pokušava da kontroliše ponašanje ostalih Mapeta i da bude dobar domaćin gostima. Emisija je bila poznata po jedinstvenim likovima, vodviljskim doskočicama, fizičkom slepstiku, povremeno apsurdnoj komediji i duhovitim parodijama. U svakoj epizodi je gostovala ljudska zvezda, a kako je rasla popularnost emisije, tako su u njoj htela nastupati mnoga poznata imena. Ukupno je u njoj nastupilo preko sto gostujućih zvezda, od kojih nijedna nije nastupila više puta. 
Mnogi od lutkara su prethodno radili na TV-seriji Sesame Street. Lutkari koji su radili na seriji su bili Henson, Frenk Oz, Džeri Nelson, Ričard Hant, Dejv Gelc, Stiv Vitmir, Luiz Gold, Keti Malen, Eren Ozker i Džon Lavlejdi. Dva stalna scenarista su bili Džeri Džul i Džek Barns. 
Mapet šou su u bivšoj Jugoslaviji krajem 1970-ih prikazivali Radiotelevizija Zagreb i Radiotelevizija Sarajevo u okviru mreže JRT.